# 祥瑞大樹
祥瑞大樹，位於臺灣臺北市中正區新營里，一棵貫穿騎樓屋頂和地板的黑板樹，原屋主視為神樹而保留。

## 樹狀
林森南路口有一棟依樹生長而建造的樹屋，對南門市場當地居民來說是很熟悉的地標。台北市民政局在1995年為登記有案的百年老樹一一命名，其中這棵穿屋而過的黑板樹定名為「祥瑞大樹」。2014年報導時，被文化局編號第65號的該樹高達23公尺、樹圍粗達2.49公尺。

## 保留
佐久間左馬太任臺灣總督時，將麗正門外的龍匣口規劃成日本宿舍區，並種植從熱帶引進的黑板樹。據新營里前里長李朝宗回憶，祥瑞大樹原在日本木造平房的庭園，日本戰敗後，在地台灣民眾占據木屋，轉賣給經營煤炭生意的高龜里。高龜里是1946年從木柵遷居過來，當時房子還是矮房。高龜里兒子高忠信回憶當初搬來時，該處原有五、六棵樹，其中以這棵樹最高。
1959年，高龜里將房屋翻新改建騎樓。他將新房範圍從木屋擴大至庭園，特地在二樓磚厝屋屋頂特別挖圓洞，讓樹幹與樹冠持續生長。改建後，高龜里擁有林森南路141、143、145號這三個一樓店面，除143號自己經營木炭行外，141號租給噴漆行、有樹的145號租予洗染公司，在1968年時月租金就新臺幣萬元之譜。樓房二樓是高龜里妻子高魏昭所住，房間中央正好是樹幹。該家族表示雖下大雨時偶爾會滲水，但問題不大，何況夏日好遮陽，利大於弊。
對屋主之所以保留老樹，當地傳說是日本人在這樹下埋了一筆為數可觀的錢財，撤退時來不及或忘了取走，無意中被高龜里發掘，發了大財才能蓋樓房，為感激而留樹。另一傳說是他家小孩有一天在樹下遊戲，無意中撿到可能是日人藏在樹下的金飾，便蓋起房子。高龜里解釋是他自己每日殷勤奔波於台北與新店之間而累積財富，1959年蓋新屋時，一位風水卜算師說此樹是有靈性的搖錢樹，保有它就等於保有財富，所以不能把它砍除。對有人說樹木長在房子中就是「困」，高家人說家本來就是要休息的，人有了樹才是「休」。記者曾評語這家人認為一切所有都是樹神的保佑與賜予，但誰又能否認真正原因還是他們自己努力而獲致。後來報導時，高忠信對於這樹有沒有帶來好風水，則表示沒有什麼。
祥瑞大樹一旁就是林森南路車行地下道出口，上下班尖峰車流大又車道窄小。約1960年代，政府想以妨礙交通為由來砍祥瑞大樹，但未成。1988年8月27日凌晨，羅斯福路、林森南路交叉口的一排舊式房舍疑似被人縱火，火勢迅速蔓延，消防隊雖出動大批消防車灌救仍付之一炬，但緊鄰火場的祥瑞大樹，卻絲毫不為波及。高忠信兒子高榮隆回想當時大火從鄰居一直燒來，高家的二樓其他部分幾乎全燒光，火到了大樹前竟然停了下來。
1990年代時，高姓家族附近房子早已改建翻新，高宅成了這鄰近最老舊的建物。他們雖有改建的構想，都因要留住老樹而做罷。

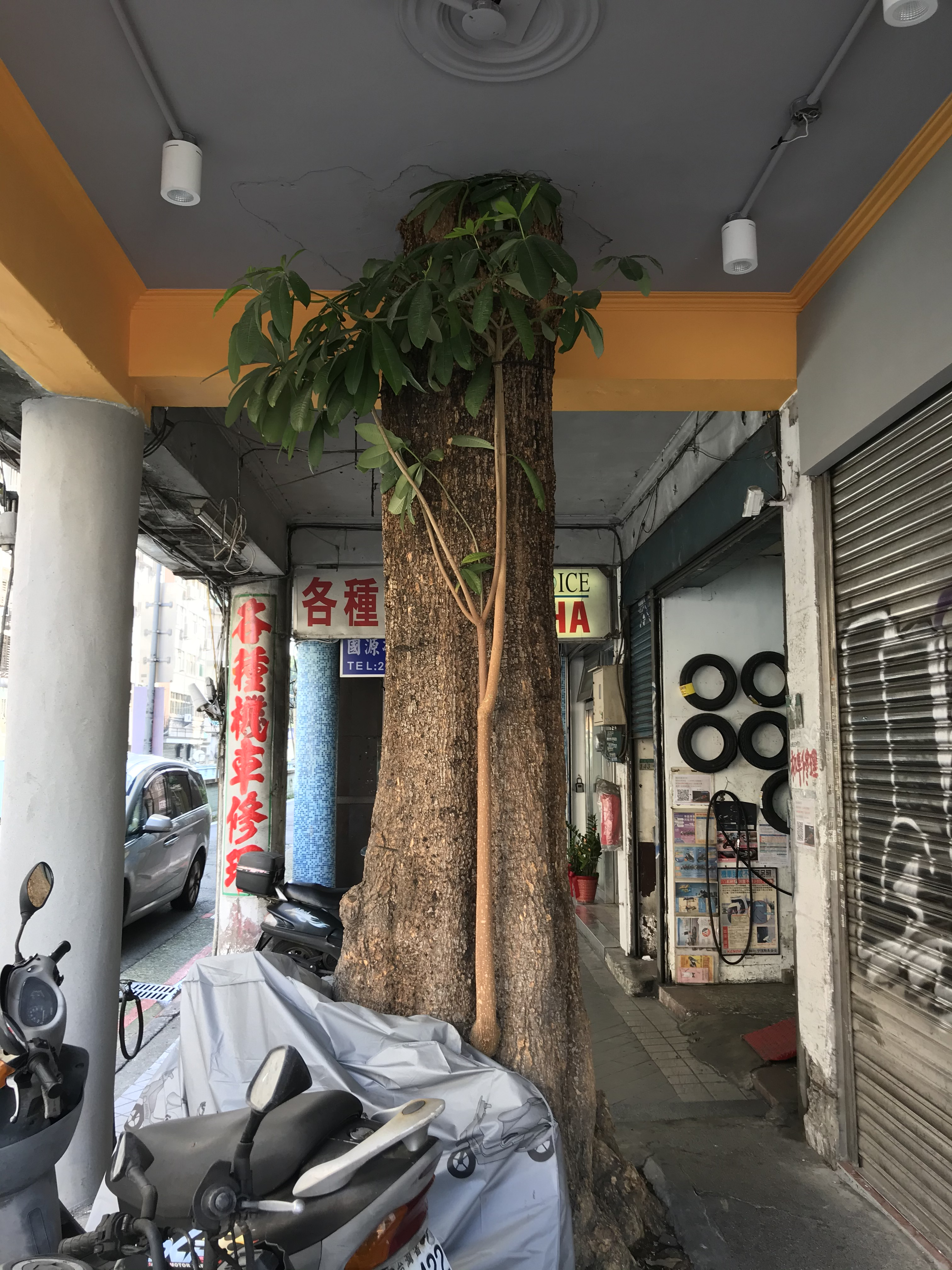
樹幹

## 教育
1995年，民政局規畫社區步道台北老樹情懷巡禮活動，委由愛樹人文史工作室負責人廖守義承辦，其中的一點就包含此地。山水客工作室負責人吳智慶拍攝老台北各地老樹，將包含樹屋等八十五張照片，於1996年2月2日在台北市立圖書館內湖分館展覽。